# Michele Cammarano

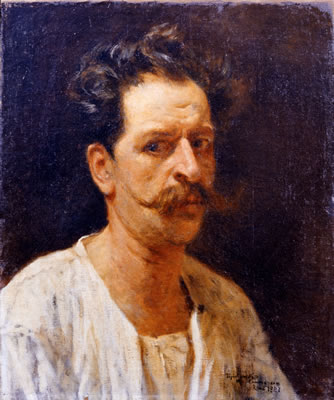
Dipinto di me stesso (1887)

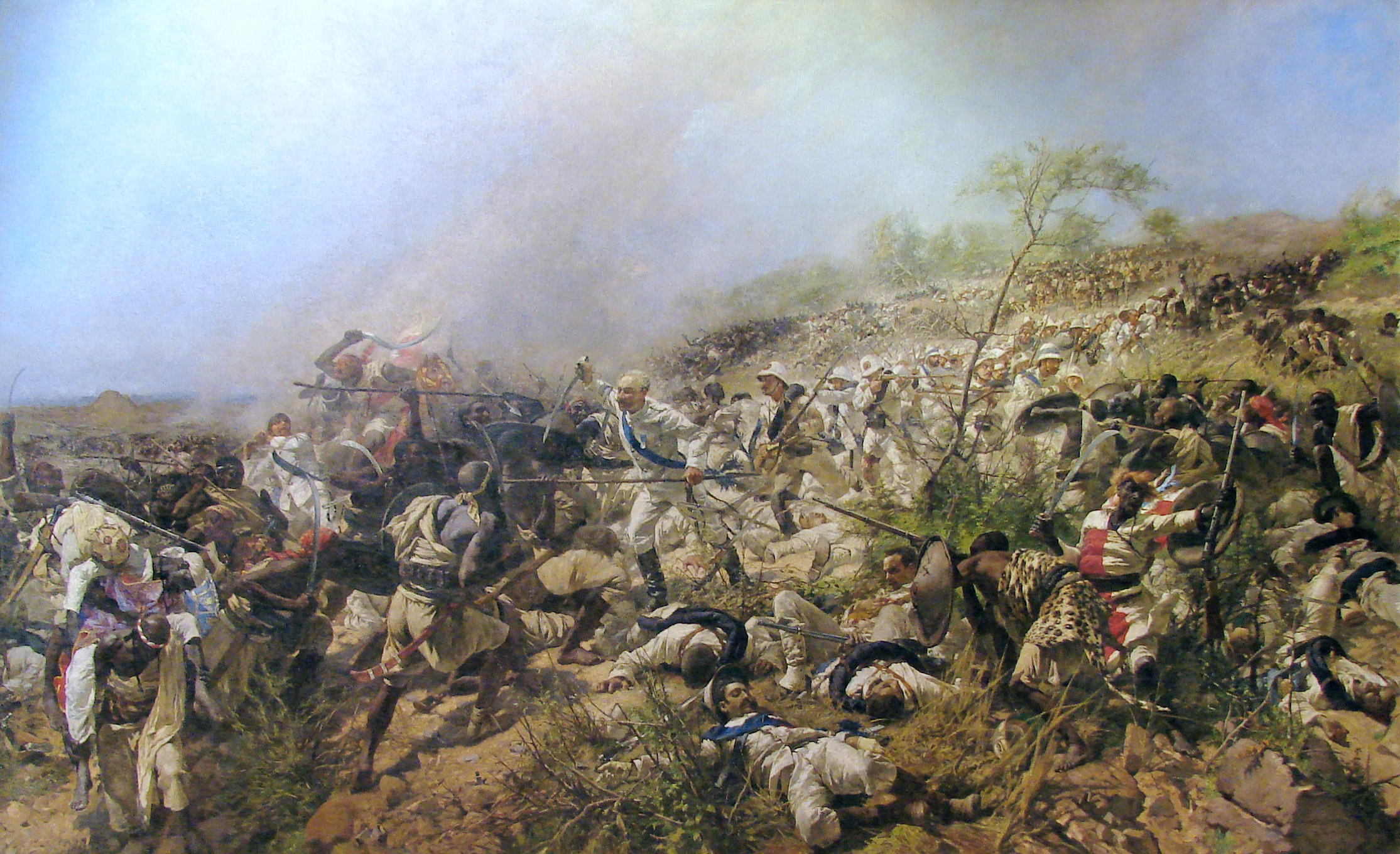
Battaglia di Dogali, 1896

Michele Pietro Cammarano (Napoli, 23 febbraio 1835 – Napoli, 21 settembre 1920) è stato un pittore italiano.

## Biografia
Figlio di Angelica e Salvadore, drammaturgo melodrammatico, librettista di Giuseppe Verdi e pittore amatoriale e nipote di Giuseppe Cammarano (Giancola), pittore e attore originario di Sciacca, muove i primi passi all'Accademia delle Belle Arti di Napoli dove studia paesaggio sotto la direzione di Gabriele Smargiassi, già allievo del nonno Giuseppe, nudo con Giuseppe Mancinelli e scenografia con Pietro Venier.
Decisiva per la sua formazione artistica è la frequentazione della scuola naturalistica di Posillipo, con compagni di corso come Filippo e Giuseppe Palizzi e una netta influenza esercitata dalla Scuola francese di Barbizon, in particolare di Gustave Courbet, iniziando pertanto a dipingere dal vero con i Palizzi tra Cava dei Tirreni, Capri e Campobasso.
Esordisce nel 1855 esponendo Crociati che abbattono degli alberi in un bosco alla mostra di Belle Arti di Napoli, nel 1859 partecipa al concorso bandito dall'Accademia per ottenere un pensionato, senza successo.
Nel 1860, affascinato dalla figura di Giuseppe Garibaldi, si arruola nella Guardia Nazionale Italiana per combattere il brigantaggio. Questa esperienza è ritenuta molto importante per lo sviluppo della sua carriera artistica: scenografie e soggetti militari diventano elemento fondamentale e distintivo dell'ultima fase della sua attività.
L'anno successivo visita Firenze in occasione della prima Esposizione nazionale italiana, dove presenta Due martiri della Patria e frequenta gli artisti della corrente macchiaiola nel loro ritrovo del Caffè Michelangiolo.
Nel 1862 partecipa alla Promotrice di Napoli con Napoli 2 novembre ed Episodio del terremoto di Torre del Greco nel 1862, acquistato dal barone Wonviller e l'anno successivo con Ozio e lavoro, acquistato dal re Vittorio Emanuele II.
Nel 1863 partecipa a un concorso bandito dal Municipio di Napoli per un quadro storico di grandi dimensioni con I massacri di Altamura, che riscuote notevole successo ed espone alla Promotrice di Napoli Ozio e lavoro, poi acquistato dal re Vittorio Emanuele II.
Nel 1865 si trasferisce a Roma, dove frequenta Bernardo Celentano, Federico Faruffini e Cesare Fracassini. Di questo periodo Il Campidoglio, Una partita a briscola, Una rissa a Trastevere, oltre a Una strega, Un banchetto e Studente di anatomia, presentati all'Esposizione di Belle Arti romana.
Nel 1867 si trasferisce a Venezia, dove rimane tre anni frequentando Federico Zandomeneghi e il verista Giacomo Favretto, riproducendo paesaggi e vedute della laguna (I pescatori): di questo periodo il celebrato Piazza San Marco, realizzato con uno stile che ricalca Gustave Courbet e che anticipa per molti versi il Bal au moulin de la Galette di Pierre-Auguste Renoir, di sette anni più anziano.
Nel 1870 viaggia a Parigi, deciso ad incontrare lo stesso Courbet e rimane impressionato dalle opere contemporanee di Théodore Rousseau, Théodore Géricault, Delacroix e gli artisti appartenenti alla Scuola di Barbizon, che recano una decisa influenza sulle correnti italiane contemporanee come i Macchiaioli e la Scapigliatura riguardo alla rappresentazione
di soggetti reali, in particolare paesaggi; qui espone al Salon Un debito di giuoco.
Nello stesso anno, di ritorno a Roma, assiste dal suo studio di via San Nicolò di Tolentino alla Breccia di Porta Pia e, condividendo gli ideali risorgimentali che conducono a questo episodio, si dedica in questa fase a opere di pittura celebrativa a soggetto patriottico, che culmina nella realizzazione di Breccia di Porta Pia (noto anche come Carica dei bersaglieri), presentato all'Esposizione nazionale italiana di belle arti del 1872 e nel 1873 all'Esposizione Internazionale di Vienna, dove ottiene una medaglia d'oro, insieme a Episodio del 20 settembre 1870.
Nel 1876 viene premiato con una medaglia di I classe all'Esposizione Universale di Filadelfia con Un primo fallo, nel 1877 partecipa alla Promotrice di Napoli con Il covo dei briganti e all'Esposizione di Venezia con Partita a briscola, nel 1883 è presente all'Esposizione di Roma nel 1883 con Il 24 giugno 1859 a San Martino, che viene premiato dal re Umberto I e in seguito acquistato dallo Stato, mentre nel 1884 partecipa alla Esposizione Artistica di Torino con Un compagno d'armi, Ciociaro, una serie di Studi a Carrara e Paesaggio.
La Battaglia di Dogali avviata nel 1888 dopo la commissione da 12.000 lire dal Ministero della Pubblica Istruzione a memoria dei 430 italiani uccisi nella sconfitta italiana e ultimata dal 1896 dopo un soggiorno di cinque anni in Eritrea, conferisce a Cammarano ulteriore notorietà a livello nazionale.
A questo punto si riduce notevolmente l'attività pittorica di Cammarano, che nel 1900 accetta per ragioni economiche (nel lasciare Roma salda i debiti con un mercante cedendogli un numero ingente di dipinti) la cattedra di paesaggio dell'Accademia di belle arti di Napoli, succedendo all'amico Filippo Palizzi. Nello stesso periodo viene nominato Cavaliere della Corona d'Italia.
Nel 1904 è presente all'Esposizione di Londra con Villaggio Arabo, nel 1906 alla Promotrice Salvador Rosa con Un poeta, acquistato dal Ministero della Pubblica Istruzione e nel 1914 all'Esposizione napoletana della Società Promotrice di Belle Arti con I bersaglieri (Il 19 settembre 1870).
Muore a Napoli il 21 settembre 1920.
Fra gli allievi si annoverano Luigi Franciosa, Vincenzo Bruzzese, Luciano Gennaro, Rocco Antonio, Luigi Crisconio, Angelo Maria Mazzia, Carlo Siviero, Giovanni Voltini e Roberto Carignani.

## Stile
Cresciuto in una famiglia culturalmente vivace, Cammarano rifiuta presto il Romanticismo accademico e tradizionalista del maestro Gabriele Smargiassi e viene iniziato dai fratelli Palizzi al verismo e al naturalismo, ai quali aggiunge componenti che fanno riferimento alla Pittura napoletana del Seicento, in particolare a Micco Spadaro.
L'arte di Cammarano si sviluppa su due filoni principali: la pittura realistica impegnata a sfondo sociale e tema popolare, evidente in opere come La partita a briscola, Una rissa a Trastevere, Terremoto a Torre del Greco, Lavoro e ozio e la pittura romantica, storica e di battaglia rappresentata in chiave moderna, come in La battaglia di San Martino, Breccia di Porta Pia e La battaglia di Dogali.
La prima area si sviluppa su temi interpretati con vena narrativa e drammatica, utilizzando colori forti stesi con larghe, pesanti e decise pennellate, evidenti in particolare nei dipinti di paesaggio e di scene di genere. L'influenza familiare lo spinge a un'arte di racconto e di forte suggestione teatrale.
(Dario Durbé con riferimento a Terremoto a Torre del Greco)
La sua frequentazione degli ambienti parigini, a partire dal 1870, la conoscenza con Gustave Courbet, lo studio di Théodore Rousseau, Théodore Géricault, Delacroix e della Scuola di Barbizon lo spingono a volgersi costantemente verso la vita contemporanea.
La distinzione dai Palizzi avviene quindi per l'adesione a un verismo sociale, che esprima la manifestazione di insofferenza dettata da diseguaglianze sociali visibili nelle scene di vita quotidiana.
(Emilio Cecchi, 1926, p. 32 con riferimento a Serata in Piazza San Marco)
La seconda fase della vita artistica di Cammarano si sviluppa a partire dalla sua testimonianza in tempo reale dell'episodio della Breccia di Porta Pia che, unita alla vena patriottica dimostrata nella precedente adesione alla Guardia Nazionale Italiana,
lo portano a direzionarsi verso tele di soggetto patriottico e risorgimentale rese con intensità, crudezza e vigore come nelle celebrate Breccia di Porta Pia (Carica dei bersaglieri) e in La battaglia di Dogali, opere di enorme formato a forte impatto emotivo.
(Corrado Maltese, Realismo e verismo nella pittura italiana dell'Ottocento, 1967, pp. 21))

## Opere principali
- Crociati che tagliano un bosco (1855), olio su tela, Museo nazionale di San Martino, Napoli;
- Paesaggio invernale (1857), olio su tela, Galleria dell'Accademia di Napoli;
- Paesaggio con anacoreta (1859), olio su tela, Galleria dell'Accademia di Napoli;
- Paesaggio campestre (1859), olio su tela, Museo di Capodimonte, Napoli;
- Terremoto a Torre del Greco (1861), olio su tela, Museo di San Martino, Napoli;
- Le stragi di Altamura (1863), olio su tela, Museo nazionale di San Martino, Napoli;
- Ozio e lavoro (1863), olio su tela, Museo di Capodimonte, Napoli[9];
- Chiacchiere in piazza in Piscinula (1865), olio su tela, Galleria nazionale d'arte moderna e contemporanea, Roma[10];
- Un banchetto (1865-1868), olio su tela, disperso;
- Le risorse della povera gente (1865-1868), olio su tela, disperso;
- Une dette de jeux (1865-1868), olio su tela, disperso;
- Paesaggio con figura (1865-1885), olio su tela, Palazzo Braschi, Roma[11];
- Atrio di Santa Maria Maggiore o Porta santa (1865-1866), olio su tela, Galleria nazionale d'arte moderna e contemporanea, Roma;
- Caffè in piazza San Marco (1867), olio su tela, Galleria nazionale d'arte moderna e contemporanea, Roma;
- Incoraggiamento al vizio (1868), olio su tela, collezione privata;
- I pescatori (1868), olio su tela, collezione privata;
- Il ghetto (1869), olio su tela, collezione privata;
- Piazza San Marco a Venezia (1869), olio su tela, Galleria nazionale d'arte moderna e contemporanea, Roma;
- Veduta con gondola (1869), olio su tela, Galleria d'arte moderna, Palazzo Pitti, Firenze;
- Episodio della battaglia di Sedan (1870), olio su tela, Galleria nazionale d'arte moderna e contemporanea, Roma;
- Lo studente bocciato (1870), olio su tela, Galleria d'arte moderna (Firenze)[12];
- Breccia di Porta Pia o Carica dei bersaglieri alle mura di Roma (1871), olio su tela, Museo di Capodimonte, Napoli;
- Bambini bersaglieri (1875), olio su tela, collezione privata;
- I boscaioli (1878), olio su tela, collezione privata;
- Legnaiuoli (1878), olio su tela, Museo Principe Diego Aragona Pignatelli Cortés;
- Veduta di paese (1880), olio su tela, Galleria d'arte Moderna, Firenze;
- Paesaggio con rovine (1881), olio su tela, Museo Civico di Pescia[13];
- Il 24 giugno a San Martino (1883), olio su tela, Galleria nazionale d'arte moderna e contemporanea, Roma;
- Bersaglieri (1884), olio su tela, Museo di Capodimonte, Napoli;
- La battaglia di Dogali (1888-1896), olio su tela, Museo africano, Roma;
- Dipinto di me stesso (1889), olio su tela, Museo africano, Roma;
- Veduta di paese (1890-1910), olio su tela, Galleria d'arte Moderna, Firenze[14];
- Poesie (1908), olio su tela, Galleria nazionale d'arte moderna e contemporanea, Roma;
- I bersaglieri (Il 19 settembre 1870) (1914), olio su tela, Galleria nazionale d'arte moderna e contemporanea, Roma;
- Una partita a briscola o Rissa a Trastevere o La rissa, olio su tela, Galleria dell'Accademia di Napoli;
- Casolari e contadina (non datato), olio su tela, collezione privata;
- Gregge al pascolo (non datato), olio su tela, collezione privata;
- La lettera (non datato), olio su tela, collezione privata;
- Ritratto d'uomo (non datato), olio su tela, Pinacoteca Corrado Giaquinto, Bari;
- Greto di torrente montano (non datato), olio su tela, Galleria d'arte moderna Ricci Oddi, Piacenza.

## Galleria d'immagini

Dipinti di Michele Cammarano
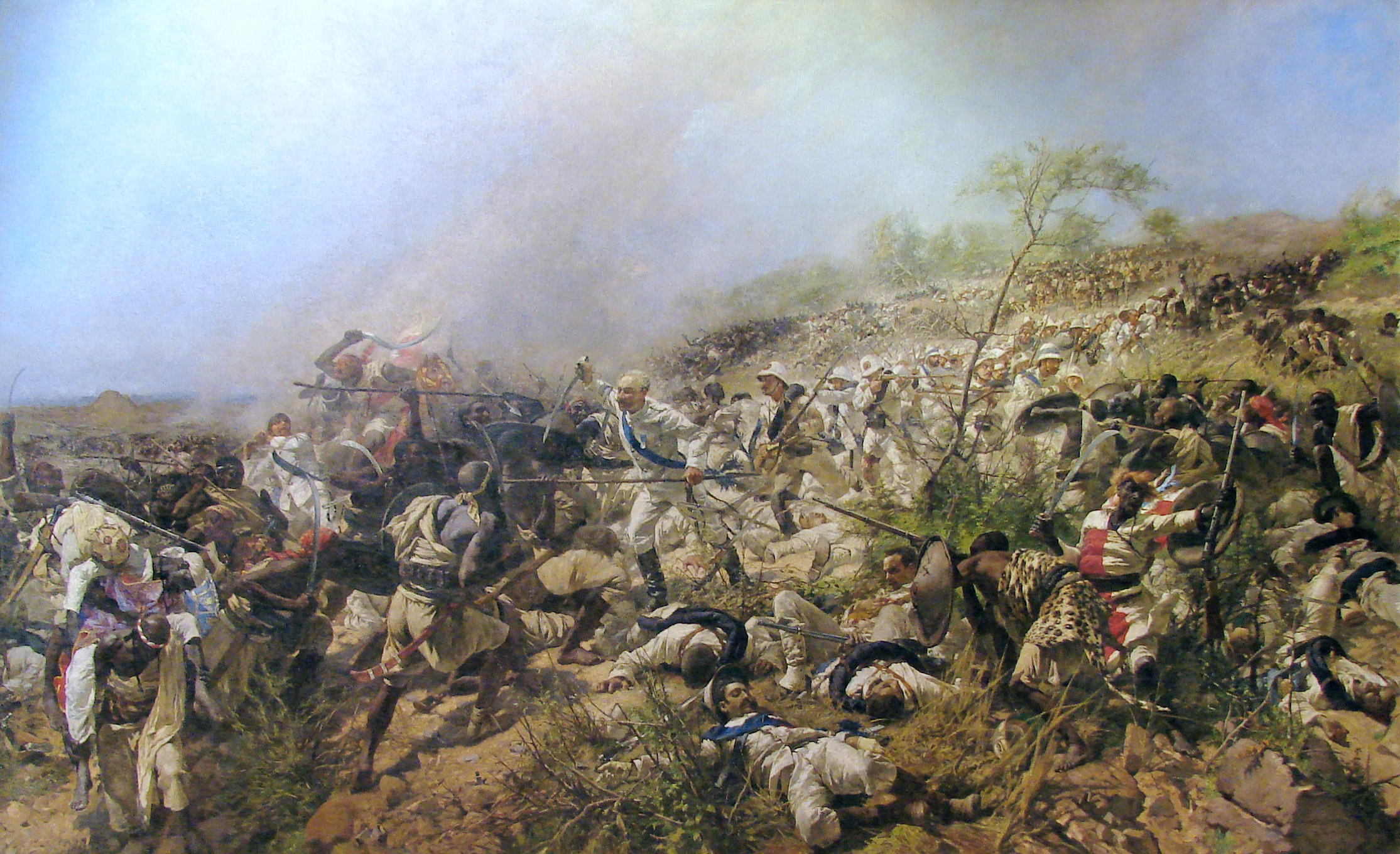
Battaglia di Dogali, 1896 - Galleria nazionale d'arte moderna e contemporanea
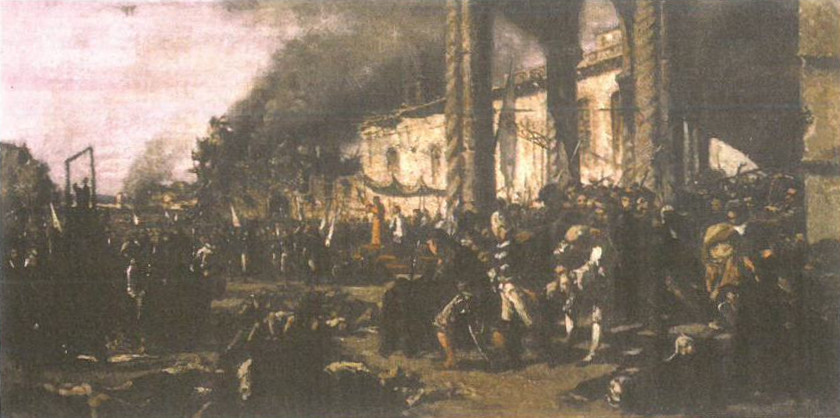
Stragi di Altamura - Museo nazionale di San Martino, Napoli
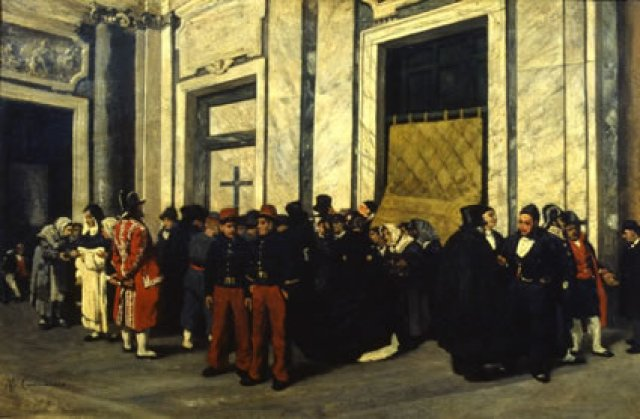
Atrio di Santa Maria Maggiore (1865-1866)
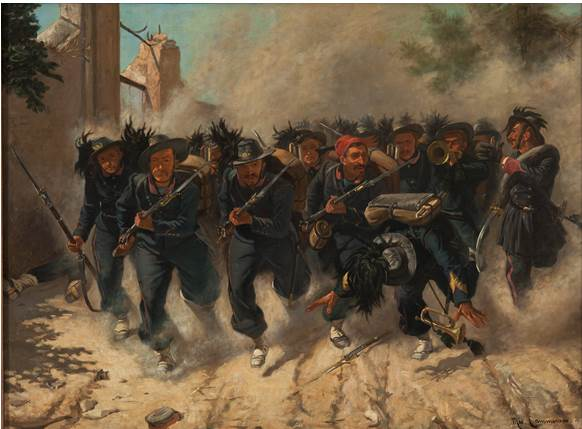
Bersaglieri alla presa di Porta Pia (1871), Museo di Capodimonte, n. inventario PS 27
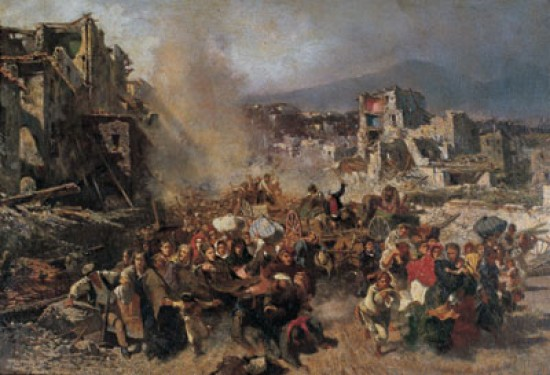
Effetti di un terremoto
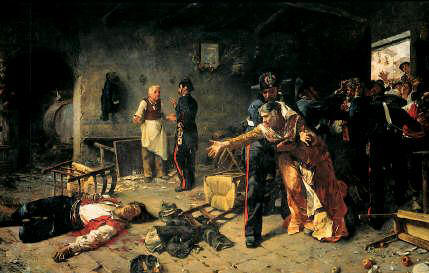
Una partita a briscola o Rissa a Trastevere o La rissa, olio su tela, Galleria dell'Accademia di Napoli
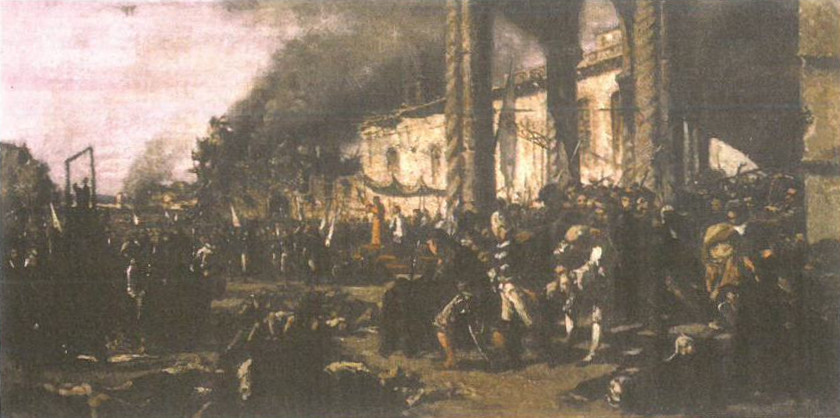
Strage di Altamura - Museo di San Martino, Napoli